# Tierra Amarilla (Új-Mexikó)
Tierra Amarilla település az Amerikai Egyesült Államok Új-Mexikó államában, Rio Arriba megyében, melynek megyeszékhelye is. Lakosainak száma 297 fő (2020. április 1.).

## Népesség
A település népességének változása:

| 2010 | 382 |
| 2020 | 297 |